# Benjamin Maney Gault
Benjamin Maney Gault (1886 - 1947), conhecido como Maney Gault ou simplesmente Gault, foi um capitão da Texas Ranger Division, conhecido popularmente pelo seu envolvimento na caçada ao casal criminoso Bonnie e Clyde, junto com o também Ranger, Frank Hamer, entre 1930 e 1934.
Gault nasceu em 21 de junho de 1886, no Condado de Travis, no Texas. Ele começou sua carreira em uma fábrica de móveis em Austin, onde se envolveu em investigações clandestinas até se juntar oficialmente aos Rangers em 1929.
Em 2019, no filme Estrada Sem Lei de John Lee Hancock, Gault é interpretado pelo ator Woody Harrelson. 